# Лукас Пуи
Лукас Пуи (на френски: Lucas Pouille) е френски тенисист.

## Биография
Лукас Пуи е роден на 23 февруари 1994 г. в Рен, Франция. Майка му е шведскоговореща финландка от Нерпес, Финландия. Той има двама братя, а семейството му идва от Северна Франция, в Лоон-Плаж близо до Дюнкерк. Той се жени за дългогодишната си приятелка Клеменс Бертран през септември 2019 г., дъщеря им Роуз се ражда през януари 2021 г. Лукас Пуи се премества в Дубай през 2015 г., но се връща във Рен, Франция през 2020 г.

## Кариера
Лукас Пуи достига най-високо в кариерата си класиране на сингъл в ATP до световен номер 10, постигнато на 19 март 2018 г., и най-висока в кариерата си на двойки номер 79, постигнато на 11 април 2016 г. Той е печелил пет титли на сингъл в ATP Тур от девет финала. През 2017 г. печели Купа Дейвис с френския отбор.

## Кариерна статистика

### ATP финали (5 титли; 9 финала)
|        | П–З | Година | Турнир                  | Клас      | Настилка   | Опонент               | Резултат           |
| ------ | --- | ------ | ----------------------- | --------- | ---------- | --------------------- | ------------------ |
| Загуба | 0–1 | 2016   | Румъния Оупън           | 250 серии | Клей       | Фернандо Вердаско     | 3–6, 2–6           |
| Победа | 1–1 | 2016   | Мозел Оупън             | 250 серии | Твърда (з) | Доминик Тийм          | 7–6(7–5), 6–2      |
| Загуба | 1–2 | 2017   | Оупън 13                | 250 серии | Твърда (з) | Жо-Вилфрид Цонга      | 4–6, 4–6           |
| Победа | 2–2 | 2017   | Унгария Оупън           | 250 серии | Клей       | Аляж Бедене           | 6–3, 6–1           |
| Победа | 3–2 | 2017   | Щутгарт Оупън           | 250 серии | Трева      | Фелисиано Лопес       | 4–6, 7–6(7–5), 6–4 |
| Победа | 4–2 | 2017   | Виена Оупън             | 500 серии | Твърда (з) | Жо-Вилфрид Цонга      | 6–1, 6–4           |
| Победа | 5–2 | 2018   | Сюд дьо Франс Оупън     | 250 серии | Твърда (з) | Ришар Гаске           | 7–6(7–2), 6–4      |
| Загуба | 5–3 | 2018   | Оупън 13                | 250 серии | Твърда (з) | Карен Хачанов         | 5–7, 6–3, 5–7      |
| Загуба | 5–4 | 2018   | Дубай Тенис Чемпиъншипс | 500 серии | Твърда     | Роберто Баутиста Агут | 3–6, 4–6           |